# Anablysis pantherina
Anablysis pantherina är en insektsart som beskrevs av Gerstaecker 1889. Anablysis pantherina ingår i släktet Anablysis och familjen gräshoppor. Inga underarter finns listade i Catalogue of Life.